# Violencia anticlerical en la Revolución de Asturias

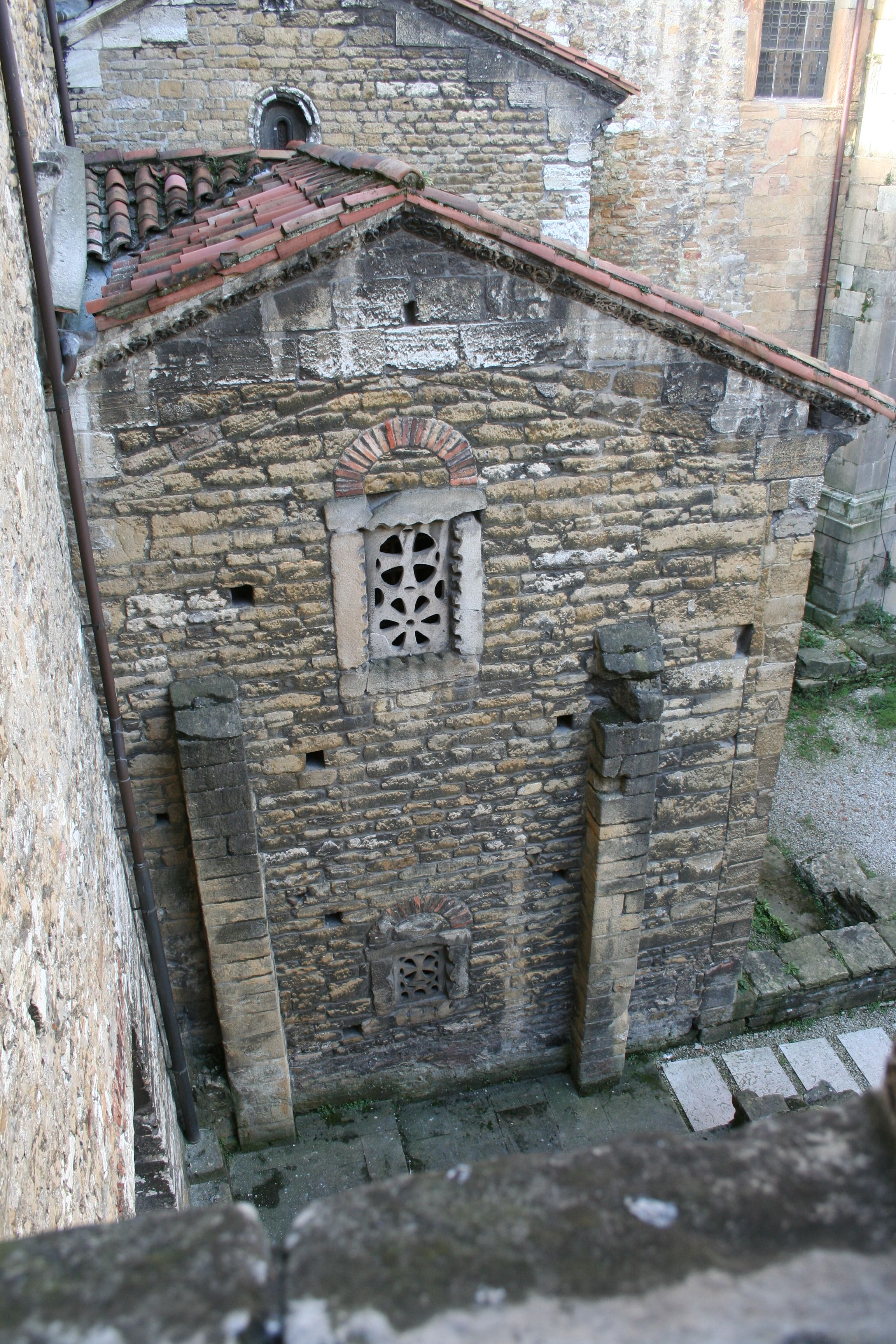
Imagen exterior de la Cámara Santa y la cripta de santa Leocadia de la catedral de Oviedo. Podemos ver las dos celosías, la superior correspondiente a la cámara santa o capilla de san Miguel y la inferior perteneciente a la cripta de santa Leocadia. Fue destruida por los mineros durante la Revolución de Asturias y luego reconstruida.

La violencia anticlerical en la Revolución de Asturias fue el ataque más violento que sufrió el clero católico en el siglo XX en España antes de la Guerra Civil. Ocurrió en el segundo bienio de la Segunda República durante la Revolución de Asturias dentro del marco de la Revolución de Octubre de 1934. En este ataque, a diferencia de la anterior quema de conventos de 1931, treinta y cuatro miembros del clero fueron asesinados por los revolucionarios asturianos. Fue el precedente más inmediato de la persecución religiosa que tuvo lugar en la zona republicana durante la guerra civil española de 1936-1939.

## Contexto político
La adopción de las medidas para establecer el Estado laico y la completa separación de la Iglesia y el Estado que determinaba la Constitución de 1931 fue obra inicialmente del Gobierno Provisional de la Segunda República Española presidido por el católico liberal Niceto Alcalá-Zamora, que tuvo que hacer frente a la crisis de mayo de 1931 provocada por la quema de conventos de 1931 en España y los conflictos subsiguientes suscitados por la actitud antirrepublicana del cardenal primado Pedro Segura y del obispo de Vitoria, que fueron expulsados del país. Fue el gobierno del católico Alcalá-Zamora el que, antes de que se aprobara la Constitución, eliminó la exención fiscal de la Iglesia y ordenó la retirada de los crucifijos de las escuelas públicas, así como suprimió la enseñanza religiosa en aplicación del principio de libertad de cultos aprobado en el Estatuto jurídico del Gobierno Provisional.
Una vez aprobada la Constitución en diciembre de 1931, el gobierno republicano-socialista presidido por Manuel Azaña fue el que aplicó lo que aquella establecía en materia religiosa, singularmente lo dispuesto en el artículo 26. Así en los primeros meses de 1932, por mandato constitucional, suprimió -que no disolvió- la Compañía de Jesús y nacionalizó sus bienes, secularizó los cementerios, presentó en las Cortes la ley de divorcio y aplicó el precepto constitucional de que las manifestaciones del culto fuera de las iglesias necesitaban una autorización del gobernador civil, como cualquier otro acto público celebrado en la calle. Por último con la Ley de Congregaciones Religiosas se abrió el proceso para cerrar los colegios religiosos. A causa de estas medidas laicistas aumentó la tensión entre la Iglesia católica y el gobierno de Azaña y la jerarquía eclesiástica llegó a decir que se estaba produciendo una "persecución religiosa" en España. En la contraofensiva católica se utilizó como arma propagandistas una frase sacada fuera de contexto del discurso pronunciado por Manuel Azaña en las Cortes con motivo del debate del artículo 26 en el que había dicho que "España había dejado de ser católica" en el sentido que ya no era la cultura católica la hegemónica como en tiempos de Felipe II, aunque reconocía que la población era mayoritariamente católica, por lo que había que ser consecuentes y poner fin a la confesionalidad del Estado.
Tras la ruptura en septiembre de 1933 de la coalición republicano-socialista que había gobernado bajo la presidencia de Azaña desde diciembre de 1931, se celebraron elecciones generales en noviembre que dieron un resultado inesperado para las fuerzas políticas de izquierda republicanas y socialistas. La derecha junto con los partidos de centro obtuvieron más de dos millones de votos de ventaja frente a la izquierda. Con estos resultados se formó un gobierno del Partido Republicano Radical presidido por Alejandro Lerroux, gracias al apoyo parlamentario del partido de la derecha católica "accidentalista", la CEDA, que de momento no exigió formar parte del gabinete. Este gobierno al contar con el apoyo imprescindible para gobernar de un partido de dudosa lealtad a la República, se encontró con la fuerte oposición de las diferentes fuerzas de la izquierda, y el PSOE y la UGT fueron mucho más lejos cuando anunciaron que declarararían una huelga general insurreccional en el momento que la CEDA, al que los socialistas consideraban un partido "fascista", entrara en el gobierno. Así la prensa del PSOE, de UGT y de las Juventudes Socialistas fue preparando a su militancia para la "revolución socialista" que se desencadenaría cuando se produjera esa eventualidad. Por ejemplo, el diario Renovación, perteneciente a las Juventudes Socialistas, publicó el 16 de septiembre de 1934: "¡También los obreros saben manejar las ametralladoras! Los obreros no esperan nada del Palacio Nacional, de las Cortes, de los republicanos. Lo esperan todo de la revolución social, del Partido Socialista". Once días después el diario El Socialista, el 27 de septiembre, publicó: "¡Atención al disco rojo! El mes que viene podría ser nuestro octubre. Nos aguardan días de prueba, jornadas duras. La responsabilidad del proletariado español y sus cabezas directoras es enorme. Tenemos nuestro ejército a la espera de ser movilizado (...) ".
El 1 de octubre de 1934 la CEDA retiró su apoyo al gobierno del Partido Republicano Radical presidido en ese momento por Ricardo Samper y cuatro días después se hacía pública la composición de un nuevo gobierno de coalición radical-cedista presidido ahora por Alejandro Lerroux, y del que formaban parte tres ministros de la CEDA. Inmediatamente los socialistas cumplieron su amenaza y desencadenaron la huelga general insurreccional que sería conocida como la Revolución de Octubre de 1934. La preparación "militar" de la sublevación fue tan deficiente que fue aplastada con relativa facilidad por las fuerzas de orden público y por el ejército a las órdenes del gobierno por lo que en ningún momento se estuvo al borde de desencadenar una Guerra Civil. En Cataluña el presidente de la Generalidad de Cataluña, Lluís Companys proclamó el Estado Catalán dentro de la República Federal Española pero no dio tiempo a formar un gobierno independiente porque la revuelta catalana fue rápidamente reducida por el general Batet, jefe de la División Orgánica. Sólo en Asturias la revolución logró prender gracias a unos treinta mil mineros organizados por la Alianza Obrera a la que se había sumado la CNT, a diferencia de lo que había ocurrido en el resto de España, y en la destacaban los socialista Ramón González Peña y Belarmino Tomás, presidentes respectivamente del primer y del tercer Comité Provincial Revolucionario. Estos acontecimientos obligaron al gobierno de Lerroux a la declaración del estado de guerra. En la Revolución de Asturias hubo cerca de dos mil muertos, en su mayoría insurrectos además de fuerzas del orden. También hubo algunas víctimas en Madrid, Santander, León, Vizcaya, Zaragoza y así hasta 26 provincias, de las cuales, en donde mayor número de bajas se produjeron fue Asturias, con gran diferencia sobre las tres siguientes, que fueron Vizcaya, Barcelona y Santander. En el transcurso de estos hechos, la violencia anticlerical volvió a resurgir como en mayo de 1931, pero esta vez cometiéndose en Asturias asesinatos de miembros del clero, un hecho que no ocurría en España desde hacía cien años.

## Antecedentes

### La clase obrera asturiana y la Iglesia católica
Maximiliano Arboleya fue un sacerdote asturiano que consagró su vida al activismo católico en los medios obreros, alcanzando cierto prestigio personal entre ellos pero sin conseguir alcanzar el objetivo que perseguía, hacerlos volver al seno de la Iglesia mediante el desarrollo del sindicalismo católico que él entendía que para que tuviera éxito tenía que ser "puro", es decir, independiente de los patronos y de la jerarquía eclesiástica, para que fuera visto por los obreros como un verdadero instrumento en la defensa de sus intereses. Pero en general los obispos de su tiempo no compartían esas ideas y se opusieron al proyecto así como los patronos, que siguieron postulando un sindicalismo amarillo. En 1923 fue nombrado obispo de Oviedo Juan Bautista Luis y Pérez, viejo amigo de Arboleya con el que coincidió como estudiante de teología en Roma, quien inmediatamente lo nombró deán de la catedral de Oviedo. Ambos compartían la ilusión de trabajar en el campo social, pero en la diócesis se habían hecho tan pocas cosas y tan mal, a pesar de los esfuerzos de Arboleya, y encontró tantas resistencias que finalmente tuvo que desistir de su proyecto, minado además por la enfermedad. Nada más tomar posesión de su cargo Maximiliano Arboleya le había escrito una carta en la que le describía la difícil situación con la que iba a enfrentarse:

Ciñéndome a Asturias te digo, y supongo que no te desanimará, pues ya lo tendrás previsto, que la apostasía obrera es general, que hay parroquias, hace bien poco fervientemente cristianas, y donde, abundando muchos niños, el párroco no cuenta ni con una niña para la Primera Comunión. (...)

Los obreros de las grandes cuencas y de los grandes centros fabriles, así como muchísimos de otros menos importantes, se hallan asociados en los Sindicatos socialistas o comunistas y son irreligiosos los más cultos y antirreligiosos los demás. Todos están asociados a los Sindicatos revolucionarios y gracias a ellos han obtenido importantísimas, trascendentales mejoras, y por eso les están agradecidos. (...) 

...aquí entre nosotros, los obreros no son muy católicos

Tras la Revolución de Asturias, fue aún más claro en su diagnóstico sobre la situación del mundo obrero en relación con la Iglesia y sus organizaciones sociales:

Por razones que no tengo para qué especificar aquí aunque ello resultaría harto fácil, nuestros obreros y empleados, por lo general, dan como cierto:

a) Que la Iglesia Católica, y consiguientemente cuantos por ella trabajan y se dejan inspirar, son los defensores acérrimos del Capitalismo opresor y enemigos natos de la clase obrera.

b) Que los sindicatos llamados "católicos" tienen como exclusiva finalidad la defensa de la Iglesia y el Capitalismo, haciendo a los sindicatos cada día más sumisos y resignados frente a esos sus dos supuestos y temidos enemigos.

Guste o no y por absurdo que parezca a quienes desconocen los verdaderos orígenes de mentalidad semejante, esa es la de casi todos nuestros trabajadores. Y, después de lo visto y palpado en Asturias, bien podemos afirmar que hoy el odio feroz a la Iglesia es muy superior al que inspira el Capitalismo. Basta para afirmarlo rotundamente fijarse en la clase de personas perseguidas y asesinadas y de edificios destruidos por la dinamita o por el fuego.

### La violencia en la Revolución de Asturias
El Comité Revolucionario Provincial de Asturias en su primer bando constituyó una "guardia roja" con voluntarios de todas las organizaciones obreras para conseguir el "cese de todo acto de pillaje, previniendo que todo individuo que sea cogido en un acto de esta naturaleza será pasado por las armas". La "guardia roja" consiguió poner fin a los saqueos y mantener el orden pero no en todas las ocasiones pudo controlar los excesos de la "justicia revolucionaria" llevada a cabo por individuos o pequeños grupos que actuaron al margen del Comité Revolucionario Provincial y de la inmensa mayoría de los comités revolucionarios comarcales y locales. Así, "junto al trato correcto recibido por la inmensa mayoría de los encarcelados -guardias civiles, técnicos de minas y fábricas, capataces, comerciantes y rentistas, miembros del clero-, la represión sangrienta también hizo acto de presencia". Fueron asesinados algunos detenidos, como en Sama de Langreo en represalia por la resistencia ofrecida por guardias civiles y guardias de asalto a la insurrección obrera, aunque en ocasiones, como en el barrio de El Llano de Gijón, la actuación de la "guardia roja" logró impedir las ejecuciones, o como en Grado, donde se respetaron escrupulosamente las personas y los edificios religiosos.
Pero lo que más estremeció a la opinión pública fue el asesinato indiscriminado de 34 miembros del clero, un hecho que no se producía en España desde hacía cien años. Según el historiador José Álvarez Junco, estas muertes no obedecieron a un plan previo sino que fueron más el resultado de la "exaltación momentánea y casi accidental", y , por otro lado, la inmensa mayoría de sacerdotes y religiosos detenidos u obligados a realizar determinadas tareas recibieron un trato correcto por parte de los comités revolucionarios.
El historiador David Ruiz relaciona los asesinatos con "el progresivo distanciamiento que se produjo entre la jerarquía eclesiástica y las organizaciones obreras" a causa de su apuesta en favor del "sindicalismo amarillo", en contra del sindicalismo católico independiente de las patronales defendido por el canónigo de la catedral de Oviedo Maximiliano Arboleya, lo que propició el crecimiento del anticlericalismo en el seno de la clase obrera. Puede ser ilustrativo de esta tesis lo que sucedió en Bembibre (provincia de León) donde un crucifijo fue salvado del incendio de la iglesia y exhibido con un cartel que decía: “Cristo rojo, a ti no te quemamos porque eres de los nuestros”. Por otro lado, un canónigo de la catedral ovetense se sorprendió de la animadversión popular que suscitaba el clero:

Llegamos al Campo de los Patos y allí había una muchedumbre, sobre todo de mujeres y niños, que armaron un griterío infernal. No es fácil dar una idea de lo que allí nos dijeron: aquella muchedumbre gritaba y gritaba contra nosotros, y más que nadie las mujeres

## Los sucesos

### Asturias
El 5 de octubre de 1934 en Rebollada durante las revueltas muere asesinado a culatazos de un arma el párroco Luciano Fernández Martínez. En Valdecuna se asesina al ecónomo párroco Manuel Muñiz Lobato y se quema la iglesia, el retablo, imágenes y archivos parroquiales. En Oviedo los revolucionarios queman el convento de las benedictinas de San Pelayo. El mismo día en Mieres son asesinados y arrojados al río los novicios pasionistas Baudilio Alonso Tejedo (Salvador María de la Virgen) y Amadeo Andrés Celada (Alberto de la Inmaculada). En Sama de Langreo, el párroco regente Venancio Prada Morán es asesinado de un tiro después de colocarle una bomba en la iglesia. En Moreda es asesinado su párroco ecónomo Tomás Suero Covielles.
El 6 de octubre, en Mieres, se incendió la residencia de los Padres Pasionistas. En esos momentos también se incendia el Convento de Los Dominicos y la Iglesia de San Pedro en La Felguera.
El 7 de octubre los revolucionarios socialistas incendian el convento de Santo Domingo y el Palacio Arzobispal de Oviedo, quedando ambos destruidos. En la carretera se fusila a los seminaristas que habían conseguido huir del convento: César Gonzalo Zurro (21 años, 2.º de Teología), Ángel Cuartas Cristóbal (Subdiácono, 24 años), Mariano Suárez Fernández (24 años, ordenado de menores), José María Fernández Martínez (19 años, 1.º de Teología), Juan José Castaño Fernández (18 años, 3.º de Teología) y Jesús Prieto López (22 años; 2.º de Teología). En la localidad de San Esteban de Cruces es asesinado el ecónomo Graciliano González Blanco. En Santullano son asesinados los jesuitas Emilio Álvarez y Martínez y Juan Bautista Arconada.
El 8 de octubre es asesinado el padre paúl Vicente Pastor Vicente en el matadero de San Lázaro. También es asesinado en Oviedo su vicario general Juan Puertes Ramón y Aurelio Gago, secretario del Obispado.
El 9 de octubre son fusilados varios sacerdotes de La Salle junto al cementerio. Los llamados Mártires de Turón: José Sanz Tejedor (San Cirilo Beltrán), Filomeno López López (San Marciano José), Claudio Bernabé Cano (San Victoriano Pío), Vilfrido Fernández Zapico (San Julián Alfredo), Vicente Alonso Andrés (San Benjamín Julián), Román Martínez Fernández (San Augusto Andrés), Manuel Seco Gutiérrez (San Aniceto Adolfo) y Manuel Barbal Cosín (San Jaime Hilario). También son asesinados el sacerdote argentino Héctor Valdivieso Sáez (San Benito de Jesús) y el pasionista de Mieres Manuel Canoura Arnau (San Inocencio de la Inmaculada).
El 10 de octubre en Olloniego es asesinado el párroco Joaquín del Valle Villa.
El 11 de octubre los revolucionarios socialistas colocan una bomba y la explosionan en la Cámara Santa de la Catedral de Oviedo. En este atentado se destruyen numerosas obras de arte y reliquias del cristianismo, también sufre daños la catedral.
El 12 de octubre es asesinado en Oviedo el carmelita Eufrasio Barredo Fernández (Beato Eufrasio del Niño Jesús), superior del convento carmelita
El 13 de octubre los revolucionarios incendian el colegio religioso de las Recoletas de Oviedo. En la misma ciudad dinamitan el antiguo edificio de la antigua Universidad de Oviedo perdiéndose importantes obras de gran valor y quemándose toda su biblioteca, inaugurada en el año 1765 y cuyos orígenes remontaban al 1608. Esta biblioteca de la universidad se había convertido en uno de los primeros centros bibliográficos universitarios de la nación. También fue destruida la pinacoteca de la universidad. El mismo día son asesinados los padres paules Tomás Pallarés Ibáñez y el hermano coadjutor Salustiano González Crespo, anteriormente apresados. En Santa María la Real de la Corte es asesinado su párroco Román Cossío Gómez.

### Palencia
La campaña tuvo también un episodio en la cuenca minera palentina. El 6 de octubre de 1934 fue asesinado, en Barruelo de Santullán, el marista Plácido Fábrega Juliá (hermano Bernardo).

### Balance
Según la mayoría de autores en la Revolución de Asturias fueron incendiados un total de 58 edificios religiosos y asesinados 34 religiosos. Según algunos autores[¿quién?] pudo haber también religiosos asesinados en Cataluña, concretamente dos franciscanos en Lérida y el párroco de Solsona.

## Valoraciones
El canónigo de la catedral de Oviedo, Maximiliano Arboleya, que casualmente se encontraba fuera de Asturias cuando se produjo la Revolución de Asturias, quedó hondamente impresionado por los sucesos revolucionarios y en especial por la violencia anticlerical contra las personas (fueron asesinados varios compañeros suyos del cabildo, entre ellos Aurelio Gago, que era también prefecto de Estudios del Seminario diocesano) y contra los edificios (en especial la catedral de Oviedo de la que era deán).
En una carta a su amigo Severino Aznar le describe cómo encontró la Cámara Santa de la Catedral de Oviedo:

Lo de la Catedral me dejó anonadado, pues yo, como los arquitectos enviados por el Gobierno, creía que se trataba de un simple derrumbamiento de la techumbre de la Cámara Santa, y se trata de su destrucción total. Defendido el templo bravamente y sin desmayo alguno por un puñado de soldaditos y de guardias de asalto, los revolucionarios dueños de casi toda la ciudad, no lograron entrar en la Catedral. Pero sí en la Sala Capitular, uno de cuyos ventanales bajos volaron o abrieron con dinamita. Allí quemaron la sillería del coro, la mesa del secretario y varios libros de Actas y otros objetos. (...) De la Sala Capitular se dirigieron al lado del claustro donde está la cripta de Santa Leocadia, sobre la cual se levantaba la preciada Cámara Santa. Iban muy bien dirigidos los bárbaros. Se culpa demasiado a los mineros pero ellos no fueron más que el brutal brazo ejecutor. ¿Qué sabían esos infelices de tales rincones? Acumularon en la cripta mencionada, de bóveda muy baja, muchas cajas de dinamita y la explosión fue tal que voló la tal bóveda, muy gruesa y pesada, y con ella, la de la Cámara Santa, también muy resistente. Todo subió a tal altura que en los tejados vecinos quedaron tremendos bloques de piedra. (...) La explosión fue algo inaudito, rompió incontables cristales de las preciosas vidrieras flamencas

Sin embargo, el dolor que le produjeron los asesinatos y las destrucciones no le impidió realizar una honda reflexión sobre el fracaso de la Iglesia católica en la penetración en los medios obreros. En una especie de "manifiesto" que preparó para el Grupo de la Democracia Cristiana que sirviese de orientación a los católicos españoles conmocionados especialmente por la muerte de casi 40 religiosos y por los más de cincuenta edificios religiosos incendiados o saqueados (entre ellos el Palacio Episcopal, el Seminario Diocesano, en el que ardió su biblioteca, la Cámara Santa de la Catedral de Oviedo, de la que Arboleya era el deán de su cabildo) durante la "Comuna Obrera" asturiana, Arboleya siguió convencido de que si el activismo católico social hubiese seguido el modelo del sindicalismo católico "puro", que él llevaba años defendiendo, la tragedia asturiana se podría haber evitado, por lo que pensaba que los católicos también tenían alguna responsabilidad en lo sucedido. Pero ni la Iglesia católica ni la derecha católica en absoluto lo entendieron así y sólo pensaban en la represión como remedio contra la revolución. La Iglesia no rectificó su política social y siguió insistiendo en la vía del sindicato católico vinculado a los patronos. Ángel Herrera, presidente de Acción Católica, inició una campaña por toda España para presentar como modelo de "obrero católico y patriótico" a Vicente Madera, líder del fracasado sindicato católico de la Hullera Asturiana, un ejemplo típico del sindicalismo católico que rayaba con el amarillismo, y que el día 5 de octubre había defendido con las armas, junto con 25 compañeros, la sede social del sindicato en la villa de Moreda cuando los revolucionarios intentaron tomarla, y al final había conseguido escapar aprovechando la noche (cuatro resistentes murieron en el intercambio de disparos). En una carta dirigida a su amigo Severino Aznar Arboleya critica esta forma de reaccionar de la Iglesia católica:

Creerá usted, acaso, que ante tal desastre se oyen voces sensatas pidiendo el abandono del camino que nos condujo a él... Pues se equivoca. Unas cuantas soluciones simplistas -cortar algunas cabezas, castigar a los rebeldes, proceder a un completo desarme... material, etc.- y pare usted de contar. Todos se aprestan a moverse, pero para caminar más deprisa por el mencionado camino. Ya tenemos de nuevo a Vicente Madera Peña hecho un héroe y un salvador, ya tenemos la política en la Federación Agraria y un fantástico Secretariado Social que se funda sin plan y sin preparación alguna.

Nadie, absolutamente nadie, se para a preguntar si este atroz movimiento criminal revolucionario de cerca de 50.000 hombres no tiene más explicación que la consabida malsana propaganda socialista; nadie piensa en que también puede haber tremendas responsabilidades por parte nuestra.

Otros católicos se acordaron de Arboleya, de sus fracasos y de sus predicciones.  Luigi Sturzo, líder exiliado del Partito Popolare Italiano escribió en un periódico de Friburgo un homenaje a los "demócrata cristianos" españoles Severino Aznar, Ángel Ossorio y Gallardo y el "canónigo Arboleya":

Si se les hubiera escuchado, los católicos españoles no pasarían hoy, a los ojos de los obreros, como defensores de los patronos incluso de los injustos

En la misma línea se expresó el canónigo de la catedral de Valladolid, Alberto Onaindía, que publicó un artículo el 23 de octubre de 1934 en el diario Euzkadi, de Bilbao, en el que afirmaba que Arboleya para las clases conservadoras nunca había sido otra cosa que el "cura socialista y el canónigo rojo". Asimismo José de Artetxe escribió a finales de octubre un artículo en El Día, de San Sebastián, en el que afirmaba:

Los dolorosos sucesos de Asturias están previstos claramente, y para vergüenza de los católicos de aquella región, en las obras escritas por la pluma ardorosa de un gran propagandista católico social -Arboleya Martínez, canónigo de la Catedral de Oviedo- que desde hace más de treinta años clamaba en el desierto de la incomprensión profetizando claramente esto de ahora, que los sordos o cosa peor que le rodeaban se empeñaban en no querer vislumbrar

Los ataques a edificios volvieron tras las elecciones generales de febrero de 1936, pero ningún clérigo fue asesinado. Fue tras el estallido de la guerra civil española, cuando la violencia contra el clero en la zona republicana alcanzó un grado desconocido en la historia de España, contándose un total de 6832 religiosos y sacerdotes asesinados, y también fueron víctimas de la persecución religiosa durante la guerra civil española muchos laicos por su activismo católico, aunque su número exacto es muy difícil de determinar. La oleada anticlerical en la zona republicana remitió a partir de mediados de 1937 gracias a los esfuerzos del gobierno de Juan Negrín, y especialmente de su ministro de Justicia, el católico nacionalista vasco Manuel de Irujo. Sólo volvió a reaparecer cuando se produjo la huida generalizada de los republicanos hacia Francia como consecuencia de la ofensiva de Cataluña del ejército franquista que se inició a finales de diciembre de 1938 y acabó a principios de febrero de 1939 con la ocupación total de la región.